# Schmidtovy–Lantermannovy štěrbiny

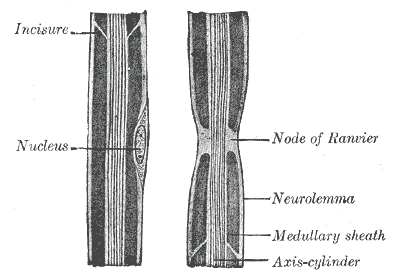
Podélný řez nervem

Schmidtovy–Lantermannovy štěrbiny nebo také incisury jsou kapsy z části cytoplazmy Schwannových buněk, které byly pohlceny při myelinizaci do myelinové pochvy.  